# Силуан Гаски
Силуан је био епископ Газе. Прво је био у војничкој служби, али касније је прешао у духовну службу. Оптужен да обраћа незнабошце у хришћане, он је најпре мучен, а потом посечен са четрдесет других војника 311. године.
Српска православна црква слави га као свештеномученика 4. маја по црквеном, а 17. маја по грегоријанском календару.